# Takling La
Takling La är ett bergspass i Indien.   Det ligger i distriktet Lāhul and Spiti och delstaten Himachal Pradesh, i den norra delen av landet, 400 km norr om huvudstaden New Delhi. Takling La ligger 5 290 meter över havet.
Terrängen runt Takling La är bergig åt sydväst, men åt nordost är den kuperad.  Trakten runt Takling La är nära nog obefolkad, med mindre än två invånare per kvadratkilometer. Det finns inga samhällen i närheten. Trakten runt Takling La är permanent täckt av is och snö.